# 圖勒凱爾姆

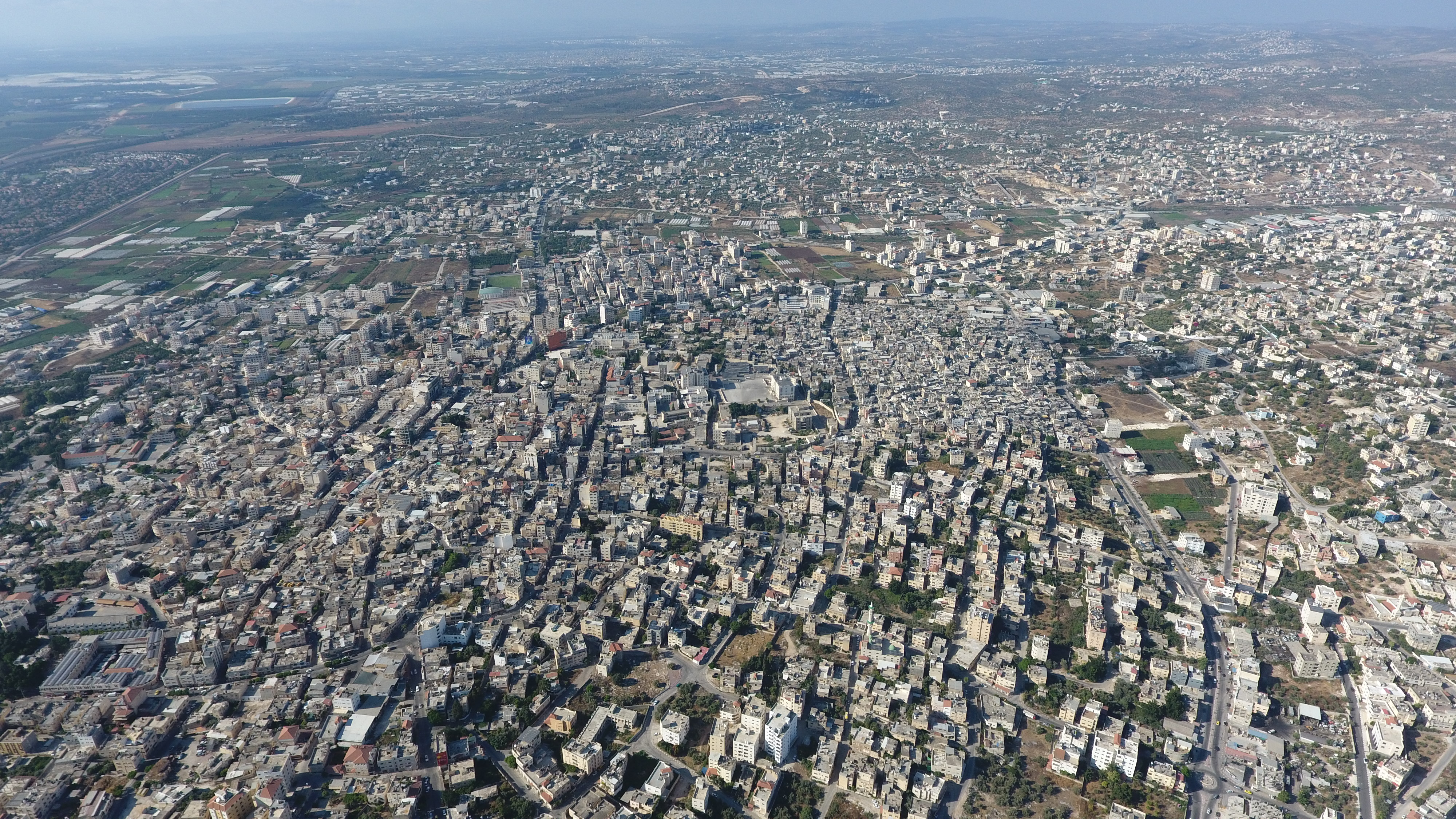
圖勒凱爾姆

圖勒凱爾姆（阿拉伯语：‎，羅馬化：Ṭūlkarm）是約旦河西岸地區的一座由巴勒斯坦民族权力机构管轄的城市，是巴勒斯坦國图勒凯尔姆省的行政中心。該城市的西边是以色列城市内坦亚，东边是巴勒斯坦國城市納布盧斯和杰宁。根据巴勒斯坦中央统计局的数据，2007年图勒凯尔姆的人口为51,300人，而其邻近的难民营人口为10,641人。 